# Moamen Zakaria
Moamen Zakaria, né le 12 avril 1988 à Sohag (Égypte), est un footballeur international égyptien.

## Biographie

### En club
Il inscrit 12 buts en première division égyptienne lors de la saison 2015-2016 avec Al Ahly.
Il participe à de nombreuses reprises à la Ligue des champions de la CAF et à la Coupe de la confédération.
Il remporte avec Al Ahly la Supercoupe d'Égypte en 2015, inscrit un but lors de ce match.

### En équipe nationale
Il joue son premier match en équipe d'Égypte le 30 août 2014, en amical contre le Kenya (victoire 1-0).

## Palmarès
- Champion d'Égypte en 2015 avec Zamalek et en 2016,  2017, 2018 avec Al Ahly
- Vainqueur de la Coupe d'Égypte en 2014 et 2015 avec Zamalek
- Vainqueur de la Supercoupe d'Égypte en 2015 avec Al Ahly